# Edward Rutherfurd
Pour les articles homonymes, voir Rutherfurd.
Edward Rutherfurd (nom de plume de Francis Edward Wintle), né en 1948 à Salisbury en Angleterre, est un écrivain britannique particulièrement connu pour ses longues sagas historiques. Son premier roman Sarum définit le modèle pour son travail avec un scénario de dix mille ans.

## Biographie
Formé localement à l'université de Cambridge et au Stanford Graduate School of Business, il est un étudiant boursier. Il travaille dans la recherche politique, la librairie et l'édition. Après de nombreuses tentatives d'écriture de livres et pièces de théâtre, il abandonne finalement sa carrière dans le commerce du livre en 1983 et retourne dans sa maison d'enfance pour écrire Sarum, un roman historique de dix mille ans, qui se situe autour du monument antique de Stonehenge et Salisbury. Quatre ans plus tard, quand le livre est publié, il devient durant quelque temps un best-seller international, en restant 23 semaines sur la liste de best-sellers new yorkais. 
Depuis lors, il a écrit sept autres best-sellers.
Ses livres ont été traduits en vingt langues. Rutherfurd est installé près de Dublin, en Irlande depuis les années 1990, mais il partage son temps entre l'Europe et l'Amérique du Nord.
Le roman New York a remporté le Prix de la fiction Langum American Historical (en) en 2010.